# Saint-Martin-de-la-Porte
Saint-Martin-de-la-Porte là một xã thuộc tỉnh Savoie trong vùng Auvergne-Rhône-Alpes ở đông nam nước Pháp.